# Sistemul Conturilor Naționale

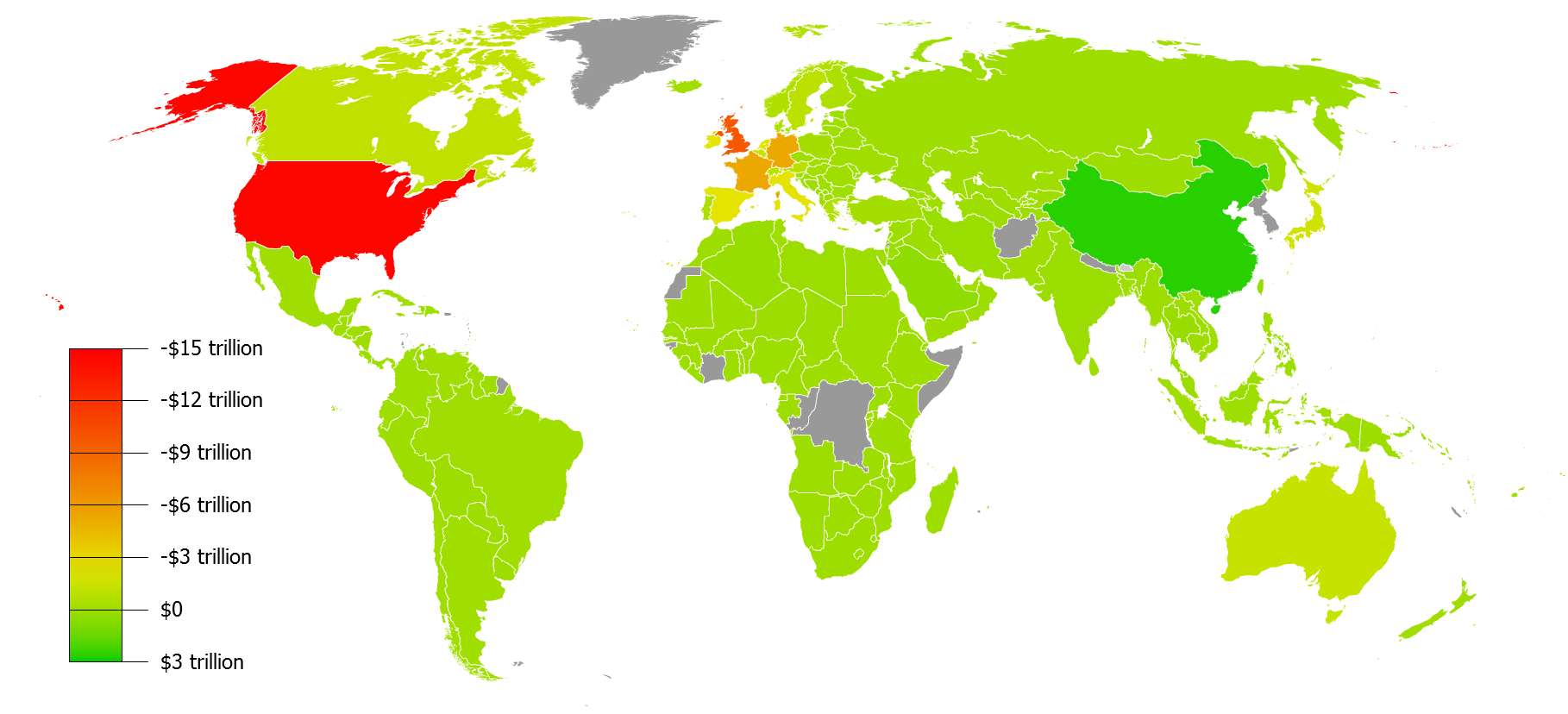
Rezervele valutare de țară minus datoria externă în 2011

Sistemul Conturilor Naționale (SNA, cunoscut până în 1993 ca Sistemul Conturilor Naționale al Națiunilor Unite) este un standard internațional de concepte și metode pentru conturile naționale utilizat de majoritatea țărilor din lume. Primul standard internațional a fost publicat în 1953. Ulterior, a fost revizuit în 1968, 1993 și 2008. Versiunea preliminară a revizuirii SNA 2025 a fost adoptată de Comisia Statistică a Națiunilor Unite la cea de-a 56-a sesiune din martie 2025.
În spatele acestui sistem de conturi se află și un sistem de persoane: cei care colaborează la nivel global pentru a produce statistici utilizate de agenții guvernamentale, oameni de afaceri, cercetători și grupuri de interese din toate țările.
Structura sistemului de conturi sociale al SNA continuă să se dezvolte și să se extindă, fiind coordonată de cinci organizații internaționale: Divizia de Statistică a Națiunilor Unite (ONU), Fondul Monetar Internațional (IMF), Banca Mondială, Organizația pentru Cooperare și Dezvoltare Economică (OECD) și Eurostat. Toate aceste organizații și cele afiliate lor au un interes în colectarea anuală de date economice și financiare comparabile la nivel internațional, provenite de la oficiile naționale de statistică.

## Definiție
Principala diferență în terminologia IMF constă în faptul că acesta folosește termenul „cont financiar” pentru a cuprinde tranzacții care, conform altor definiții, ar fi înregistrate în contul de capital. IMF utilizează termenul „cont de capital” pentru a desemna un subset de tranzacții IMF separă aceste tranzacții și le formează într-o diviziune distinctă de nivel înalt în cadrul conturilor. Astfel, balanța de plăți poate fi scrisă:
{\displaystyle {\text{cont curent}}\,+\,{\text{cont financiar}}\,+\,{\text{cont de capital}}\,+\,{\text{element de echilibrare}}\,=\,0.\,}
FMI folosește termenul „cont curent” cu același sens ca și alte organizații, deși are propriile denumiri pentru cele trei subdiviziuni principale:
- Contul de bunuri și servicii pentru balanța comercială generală;
- Contul de venituri primare pentru venituri din factori împrumuturi și investiții;
- Contul de venituri secundare pentru transferurile unilaterale.

## Istoric
Inițial, contabilitatea socială avea ca scop principal estimarea venitului național și a averii naționale. Guvernele foloseau aceste date pentru elaborarea politicilor fiscale și pentru înțelegerea modelelor de creștere și dezvoltare economică. Astăzi, rolul statului în economie este mult mai mare, iar conturile naționale au un scop mult mai larg: ele urmăresc să contabilizeze sistematic aproape tot ce se întâmplă în economia națională într-un mod care respectă atât principiile standard de înregistrare și criteriile de măsurare, cât și nevoile de date ale unui grup mult mai larg de utilizatori.
Globalizarea a generat o cerere semnificativă pentru date economice detaliate privind tranzacțiile internaționale, investițiile internaționale și comparațiile internaționale ale economiilor. În prezent, sunt produse date contabile detaliate referitoare la „ce tipuri de actori economici fac ce, cu cine, în schimbul a ce, prin ce mijloace și drepturi, în ce scop economic și cum se modifică aceasta poziția financiară a economiei naționale (sau a părților sale)”.
Crearea acestor date necesită un sistem contabil coerent din punct de vedere conceptual și logic, precum și o metodologie de măsurare consecventă. SNA oferă manuale unde explică conceptele în detaliu.

## Sistemul Conturilor Europene
Sistemul conturilor europene (ESA), bazat pe SNA, este obligatoriu pentru toate statele membre ale Uniunii Europene. Această cerință legală de standardizare contabilă există în principal din cauza creanțelor și obligațiilor financiare reciproce dintre guvernele membre și organizațiile UE.
Cea mai recentă versiune este ESA 2010, care a înlocuit ESA 95 și este aliniată la revizuirea din 2008 a Sistemului Conturilor Naționale (SNA 2008). ESA 2010 a fost adoptată prin Regulamentul (UE) nr. 549/2013 și a devenit obligatorie pentru raportările statistice începând cu 2014.
În diferență de SNA, ESA este mai detaliat în anumite domenii pentru a răspunde cerințelor legislative și de politică economică a Uniunii și pune accept pe coerența între datele naționale și cele regionale.

## Criza balanței de plăți

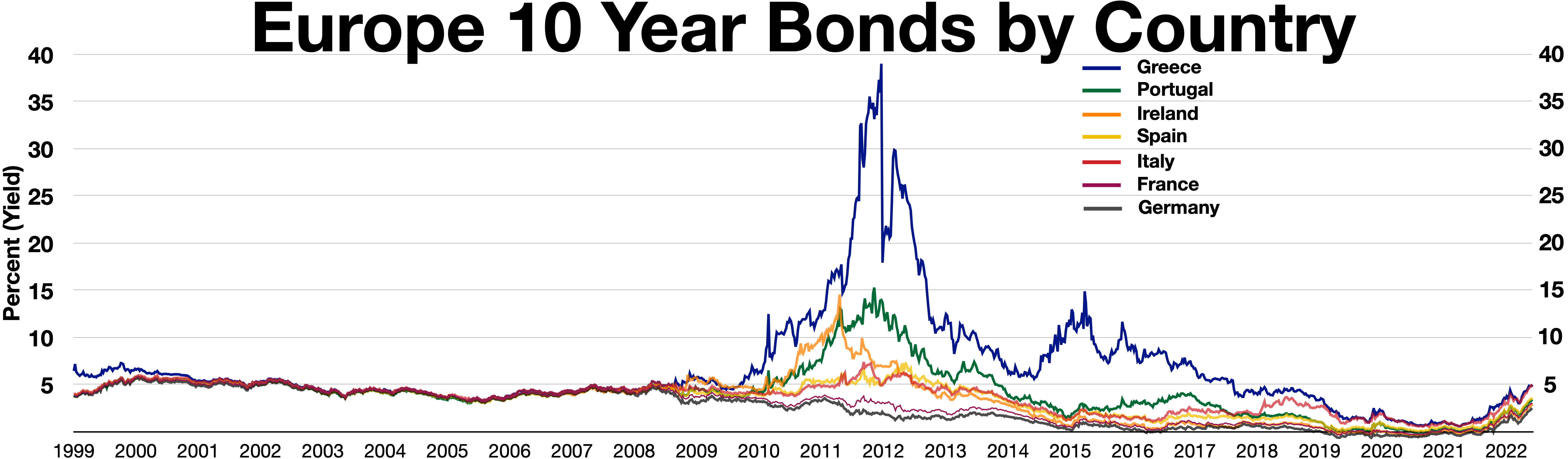
Obligațiunile europene pe 10 ani

O criză a balanței de plăți, numită și criză valutară, apare atunci când o națiune nu mai poate plăti importurile esențiale sau nu-și mai poate onora datoriile externe. Acest lucru este însoțit de obicei de o scădere rapidă a valorii monedei naționale.
Crizele sunt în general precedate de intrări masive de capital, asociate inițial cu creștere economică rapidă. Totuși, se ajunge la un punct în care investitorii străini devin îngrijorați de nivelul datoriilor generate de capitalul lor și decid să își retragă fondurile. Uneori, este suficient ca unul sau doi investitori importanți să se retragă pentru a declanșa un efect de turmă și o panică generală.
Fluxurile de capital ieșite duc la o scădere bruscă a valorii monedei naționale. Aceasta afectează firmele care au primit investițiile și împrumuturile externe, deoarece veniturile lor provin în mare parte de pe piața internă, dar datoriile sunt în valută de rezervă. Odată ce guvernul a epuizat rezervele valutare pentru a susține moneda națională, opțiunile de politică devin foarte limitate. Poate crește rata dobânzii pentru a opri declinul valutei, ceea ce ajută debitorii în valută, dar de obicei accentuează recesiunea internă.
Țările cu venituri mici sunt mai expuse acestui tip de criză, în timp ce creșterea economică și acumularea de rezerve valutare sunt utile pentru prevenirea lor.

## Mecanisme de echilibrare
Unul dintre cele trei funcții fundamentale ale sistemului monetar internațional este de a oferi mecanisme pentru corectarea dezechilibrelor. Creșterea productivității, competivității și atragerea exporturilor prin alte mijloace pot ajuta, deși se presupune că orice națiune deja își promovează exporturile la maxim.
În linii mari, există trei metode pentru corectarea dezechilibrelor în BoP, deși în practică se folosește de obicei un mix între primele două:
1. Ajustarea cursului de schimb
2. Ajustarea prețurilor interne și a cererii agregate
3. Mecanisme de ajustare bazate pe reguli

### Reechilibrare prin ajustarea cursului valutar
Cursul de schimb poate fi influențat de balanța de plăți, diferențele dintre ratele dobânzilor naționale și de speculații.
O apreciere a monedei naționale în raport cu alte monede face ca exporturile țării respective să devină mai puțin competitive și importurile mai ieftine, ceea ce va tinde să corecteze un surplus de cont curent. Creșterea valorii monedei face ca fluxurile de investiții să fie mai puțin atractive, astfel corectând și un excedent al contului de capital.
O depreciere a monedei naționale în raport cu alte monede face ca importurile să devină mai scumpe pentru cetățenii săi și crește competitivatea exporturilor (deși soluția nu are un impact pozitiv imediat).
Cursurile de schimb pot fi ajustate de guvern într-un regim valutar bazat pe reguli sau gestionat, iar atunci când sunt lăsate să fluctueze liber pe piață, tind să se modifice în direcția care va restabili echilibrul.
Când o țară exportă mai mult decât importă, cererea pentru moneda sa tinde să crească, întrucât alte țări au nevoie, în cele din urmă, de moneda țării exportatoare pentru a plăti exporturile. Această cerere suplimentară crește preșțul monedei respective în raport cu altele.
Când o țară importă mai mult decât exportă, oferta propriei monede pe piața internațională tinde să crească, deoarece încearcă să o schimbe în valută pentru a plăti importurile, iar această ofertă suplimentară tinde să determine scăderea prețului monedei.

### Reechilibrarea prin ajustarea prețurilor și a cererii interne
Atunci când cursurile de schimb sunt fixate printr-un standard rigid bazat pe aur sau când există dezechilibre între membrii unei uniuni monetare, cum este zona euro, abordarea standard pentru corectarea dezechilibrelor constă în efectuarea de modificări în economia internă. În mare, schimbarea este opțională pentru țara cu surplus, dar obligatorie pentru țara cu deficit.
Pentru țările cu excedent, o alternativă este stimularea cererii interne (consum și investiții):{\displaystyle {\text{cont curent}}={\text{economisirea națională}}-{\text{investiții națioanle}}\,}

### Mecanisme de reechilibrare bazate pe reguli
Națiunile pot conveni să își fixeze cursurile de schimb unele față de altele și apoi să corecteze eventualele dezechilibre apărute prin modificări ale cursului de schimb bazate pe reguli negociate.